# Tirez pas sur le scarabée !
Tirez pas sur le scarabée ! (Bug Muldoon and the Garden of Fear) est un roman de littérature jeunesse de Paul Shipton paru en 1995 aux États-Unis.
Le roman est traduit en français par Thomas Bauduret en 1996 chez Hachette Jeunesse avant d'être réédité au no 912 de la collection Le Livre de poche jeunesse, agrémenté des illustrations de Pierre Bouillé.

## Personnages
- Bug Muldoon, le scarabée détective privé ;
- Velma la sauterelle, journaliste du Jardin ;
- la Reine des fourmis, internationalement connue ;
- Krag, le commandant des forces fourmis ;
- Clarissa, Leopold, Frank et de nombreuses autres fourmis ;
- Dixie la limace, serveuse de bar ;
- Jake la Tremblote, la mouche accro au sucre ;
- Larry, Eddie et leurs frères perce-oreille ;
- Billy la chenille qui veut devenir détective privé papillon ;
- l'Araignée tueuse ;
- un nid de guêpes.

## Résumé
Bug Muldoon est un scarabée et détective privé qui enquête sur la disparition de Eddie le perce-oreilles, sous la demande de Larry. En même temps, la reine des fourmis lui demande d'enquêter sur les activités d'une bande de fourmis dangereuses. Bug se rend rapidement compte que le problème est grave et menace l'entièreté du jardin. Seul l'aide de quelques amis pourra l'aider à découvrir le véritable plan des fourmis.

## SérieBug Muldoon
Une suite intitulée Un privé chez les insectes (Bug Muldoon and the Killer in the Rain, 1998) est parue en français chez Hachette Jeunesse dans la collection Vertige Policier en 2000.